# Brașov Challenger 2024 - Doppio
Il doppio del torneo di tennis professionistico Brașov Challenger 2024, facente parte della categoria Challenger 75 nell'ambito dell'ATP Challenger Tour 2024, si è giocato dal 1° al 7 luglio a Brașov, in Romania. Questa è stata la prima edizione del torneo.
In finale Javier Barranco Cosano e Nicolas Moreno de Alboran hanno sconfitto Karol Drzewiecki e Piotr Matuszewski con il punteggio di 3–6, 6–1, [17–15].

## Teste di serie
1. Orlando Luz /  Marcelo Zormann (primo turno)
2. Karol Drzewiecki /  Piotr Matuszewski (finale)

1. Simon Freund /  Johannes Ingildsen (semifinale)
2. Alexandru Jecan /  Szymon Walków (semifinale)

## Wildcard
1. Cezar Crețu /  Dan Alexandru Tomescu (primo turno, ritirati)

1. Ioan Alexandru Chiriță /  Mihai Alexandru Coman (primo turno)

## Alternate
1. Hynek Bartoň /  Dalibor Svrčina (primo turno)

## Tabellone

### Legenda
| - Q = Qualificato - WC = Wild card - LL = Lucky loser | - ALT = Alternate - SE = Special Exempt - PR = Protected Ranking | - w/o = Walkover - r = Ritirato - d = Squalificato |

|  | Primo turno | Primo turno                           | Primo turno                           | Primo turno                | Primo turno |  |  | Quarti di finale | Quarti di finale                      | Quarti di finale                      | Quarti di finale           | Quarti di finale           |   |   | Semifinali | Semifinali                            | Semifinali                            | Semifinali                         | Semifinali |   |      | Finale | Finale | Finale | Finale | Finale |  |
|  |             |                                       |                                       |                            |             |  |  |                  |                                       |                                       |                            |                            |   |   |            |                                       |                                       |                                    |            |   |      |        |        |        |        |        |  |
|  | 1           | O Luz M Zormann                       | O Luz M Zormann                       | 64                         | 64          |  |  |                  |                                       |                                       |                            |                            |   |   |            |                                       |                                       |                                    |            |   |      |        |        |        |        |        |  |
|  |             | J Barranco Cosano N Moreno de Alboran | J Barranco Cosano N Moreno de Alboran | 7                          | 7           |  |  |                  | J Barranco Cosano N Moreno de Alboran | J Barranco Cosano N Moreno de Alboran | 7                          | 6                          |   |   |            |                                       |                                       |                                    |            |   |      |        |        |        |        |        |  |
|  |             | R Stepanov T Whiting                  | R Stepanov T Whiting                  | R Stepanov T Whiting       | w/o         |  |  |                  | R Stepanov T Whiting                  | R Stepanov T Whiting                  | 60                         | 3                          |   |   |            |                                       |                                       |                                    |            |   |      |        |        |        |        |        |  |
|  | WC          | C Crețu DA Tomescu                    | C Crețu DA Tomescu                    | C Crețu DA Tomescu         |             |  |  |                  |                                       |                                       |                            |                            |   |   |            | J Barranco Cosano N Moreno de Alboran | J Barranco Cosano N Moreno de Alboran | 6                                  | 6          |   |      |        |        |        |        |        |  |
|  | 4           | A Jecan S Walków                      | A Jecan S Walków                      | 6                          | 6           |  |  |                  |                                       | 4                                     | A Jecan S Walków           | A Jecan S Walków           | 4 | 1 |            |                                       |                                       |                                    |            |   |      |        |        |        |        |        |  |
|  |             | F Duda V Sachko                       | F Duda V Sachko                       | 3                          | 2           |  |  | 4                | A Jecan S Walków                      | 3                                     | 6                          | [10]                       |   |   |            |                                       |                                       |                                    |            |   |      |        |        |        |        |        |  |
|  |             | JP Ficovich G Heide                   | JP Ficovich G Heide                   | JP Ficovich G Heide        |             |  |  |                  | S Duncan H Reese                      | 6                                     | 3                          | [2]                        |   |   |            |                                       |                                       |                                    |            |   |      |        |        |        |        |        |  |
|  |             | S Duncan H Reese                      | S Duncan H Reese                      | S Duncan H Reese           | w/o         |  |  |                  |                                       |                                       |                            |                            |   |   |            | J Barranco Cosano N Moreno de Alboran | 3                                     | 6                                  | [17]       |   |      |        |        |        |        |        |  |
|  |             | M Echargui A Weis                     | M Echargui A Weis                     | M Echargui A Weis          |             |  |  |                  |                                       |                                       |                            |                            |   |   |            |                                       |                                       | Karol Drzewiecki Piotr Matuszewski | 6          | 1 | [15] |        |        |        |        |        |  |
|  |             | M Dellien GA Olivieri                 | M Dellien GA Olivieri                 | M Dellien GA Olivieri      | w/o         |  |  |                  | M Dellien GA Olivieri                 | M Dellien GA Olivieri                 | M Dellien GA Olivieri      |                            |   |   |            |                                       |                                       |                                    |            |   |      |        |        |        |        |        |  |
|  | WC          | IA Chiriță MA Coman                   | IA Chiriță MA Coman                   | 3                          | 4           |  |  | 3                | S Freund J Ingildsen                  | S Freund J Ingildsen                  | S Freund J Ingildsen       | w/o                        |   |   |            |                                       |                                       |                                    |            |   |      |        |        |        |        |        |  |
|  | 3           | S Freund J Ingildsen                  | S Freund J Ingildsen                  | 6                          | 6           |  |  |                  |                                       |                                       |                            |                            |   |   | 3          | S Freund J Ingildsen                  | S Freund J Ingildsen                  | 2                                  | 4          |   |      |        |        |        |        |        |  |
|  | Alt         | H Bartoň D Svrčina                    | H Bartoň D Svrčina                    | 3                          | 3           |  |  |                  |                                       | 2                                     | K Drzewiecki P Matuszewski | K Drzewiecki P Matuszewski | 6 | 6 |            |                                       |                                       |                                    |            |   |      |        |        |        |        |        |  |
|  |             | E Kırkın D Popko                      | E Kırkın D Popko                      | 6                          | 6           |  |  |                  | E Kırkın D Popko                      | E Kırkın D Popko                      | 3                          | 63                         |   |   |            |                                       |                                       |                                    |            |   |      |        |        |        |        |        |  |
|  |             | R Nijboer V Orlov                     | R Nijboer V Orlov                     | R Nijboer V Orlov          |             |  |  | 2                | K Drzewiecki P Matuszewski            | K Drzewiecki P Matuszewski            | 6                          | 7                          |   |   |            |                                       |                                       |                                    |            |   |      |        |        |        |        |        |  |
|  | 2           | K Drzewiecki P Matuszewski            | K Drzewiecki P Matuszewski            | K Drzewiecki P Matuszewski | w/o         |  |  |                  |                                       |                                       |                            |                            |   |   |            |                                       |                                       |                                    |            |   |      |        |        |        |        |        |  |